# Список автомагистралей штата Техас
Спи́сок автомагистра́лей шта́та Теха́с — перечисление и описание основных автомагистралей, проходящих или лежащих в границах штата Техас, США.

## Основные межштатные автомагистрали
| Автомагистраль | Протяжённость, км | Описание | Дата открытия | примечания    |
| -------------- | ----------------- | --- | ------------- | ------------- |
| I-2            | 75,3              | I-2 начинается от пересечения магистрали US 83 с бизнес-дублёром в городе Пеньитас, пересекается с межштатной автомагистралью I-69С в городе Фарр и заканчивается на пересечении с I-69E/US 77 в Харлингене. Полностью совпадает с участком магистрали США US 83 | 2013          | [ 1 ]         |
| I-10           | 1414,0            | I-10 проходит от границы Нью-Мексико, через северо-запад Эль-Пасо и малонаселённые районы Западного Техаса к Сан-Антонио, где пересекается с I-35 и I-37. Далее трасса идёт на восток, в Хьюстон, пересекаясь там с I-45, после чего проходит через Бомонт и далее уходит в Луизиану в районе города Ориндж. I-10 является длиннейшей межштатной автомагистралью штата, а также самой южной из межштатных магистралей, проходящих с запада на восток. Также является самой протяжённой бесплатной автомагистралью в Северной Америке, находящейся под управлением одной компании. | 1959          | [ 2 ]         |
| I-20           | 1023,7            | I-20 начинается около съезда 186 с I-10 на западе Техаса и продолжается на северо-восток. Данная магистраль является крупным коридором через агломерацию Даллас — Форт-Уэрт — Арлингтон, где пересекается с магистралями I-30, I-35W, I-35E и I-45. К востоку от города Маршалл трасса пересекает границу штата Луизиана. | 1959          | [ 3 ]         |
| I-27           | 199,7             | I-27 начинается с пересечения с Loop 289 на юге города Лаббок и направляется в Техасский выступ. Магистраль заканчивается около съезда 70 на магистрали I-40 в Амарилло. | 1969          | [ 4 ]         |
| I-30           | 360,0             | I-30 начинается у съезда 421 с магистрали I-20 на западе агломерации Даллас — Форт-Уэрт — Арлингтон. В пределах агломерации трасса пересекается с автомагистралями I-35W, I-35E и I-45. От Далласа трасса направляется на северо-восток в Арканзас через Тексаркану. | 1959          | [ 5 ]         |
| I-35           | 655,3             | I-35 начинается на границе между США и Мексикой в городе Ларедо и направляется на север в Сан-Антонио. В Сан-Антонио пересекается с магистралями I-10 и I-37, после чего идёт дальше на север, в Остин, столицу штата. К северу от Хилсборо автомагистраль разветвляется. Западная, I-35W идёт к городу Форт-Уэрт, а восточная I-35E идёт в Даллас. Магистрали соединяются вновь в городе Дентон, после чего I-35 пересекает границу с Оклахомой севернее Гейнсвилла. | 1959          | [ 6 ]         |
| I-35E          | 155,8             | I-35E — восточное ответвление I-35 от Хилсборо до Дентона, проходящее через Даллас, в котором пересекается с магистралями I-20 и I-30. | 1959          | [ 7 ]         |
| I-35W          | 137,1             | I-35W — западное ответвление I-35 от Хилсборо до Дентона, проходящее через Форт-Уэрт, в котором пересекается с магистралями I-20 и I-30. | 1959          | [ 8 ]         |
| I-37           | 230,1             | I-37 начинается в городе Корпус-Кристи около побережья Мексиканского залива и направляется на северо-запад к Сан-Антонио. В Сан-Антонио магистраль заканчивается около съезда 158 трассы I-10. Помимо этого, трасса пересекается с магистралью I-35. | 1959          | [ 9 ]         |
| I-40           | 285,0             | I-40 пересекает Техасский выступ из Нью-Мексико в Оклахому. Пересекается с трассой I-27 в Амарилло. Автомагистраль I-40 проходит примерно по тому же маршруту, что и известная историческая автомагистраль 66 США (US 66). | 1959          | [ 10 ]        |
| I-44           | 23,8              | I-44 начинается в городе Уичито-Фолс и идёт на север в Оклахому. | 1982          | [ 11 ]        |
| I-45           | 458,5             | I-45 начинается в городе Галвестон на побережье Мексиканского залива и продолжается на север, пересекая I-10 в Хьюстоне. После этого магистраль идёт в Даллас, где пересекается с магистралями I-20 и I-30. | 1959          | [ 12 ]        |
| I-69           | 120,5             | I-69 начинается в городе Розенберг и идёт через Хьюстон на северо-восток к границе округа Либерти. Маршрут автомагистрали полностью совпадает с участком магистрали US 59. | 2011          | [ 13 ] [ 14 ] |
| I-69C          | 29                | I-69C начинается в городе Фарр с пересечения с I-2 и заканчивается к северу от Эдинберга пересечением с дорогой FM 490. | 2013          | [ 15 ]        |
| I-69E          | 98,3              | I-69E включает в себя два разрозненных участка в Техасе. Северный участок начинается в городе Робстаун на пересечении с автомагистралью Техаса SH 44 и идёт на север до пересечения с I-37 на западе города Корпус-Кристи. Южный участок начинается от границы с Мексикой в городе Браунсвилл и заканчивается пересечением с автомагистралью US 77 в Реймондвилле. | 2013          | [ 16 ]        |
| I-69W          | 2,3               | I-69W начинается от границы с Мексикой в городе Ларедо до пересечения с I-35. | 2014          | [ 17 ]        |

## Вспомогательные межштатные автомагистрали
| Автомагистраль | Протяжённость, км | Описание | Дата открытия | примечания |
| -------------- | ----------------- | --- | ------------- | ---------- |
| I-110          | 1,4               | I-110 является ответвлением от I-10 в районе съезда 22B в Эль-Пасо. Магистраль соединяет I-10 с мексиканским городом Сьюдад-Хуарес. | 1967          | [ 18 ]     |
| I-169          | 2,4               | Платная автомагистраль I-169 начинается в Олмито на пересечении с автомагистралью I-69E и идёт на восток до улицы Old Alice Road. Продолжается строительство участка до порта Браунсвилла. Полностью совпадает с автомагистралью 550 штата Техас. | 2016          | [ 19 ]     |
| I-345          | 2,3               | I-345 является продолжением I-45 на севере. Другой конец I-345 переходит в магистраль US 75. Таким образом, данная магистраль соединяет I-45 с US 75 и Spur 366 в Далласе.                                                                        | 1964          | [ 20 ]     |
| I-369          | 5,6               | I-369 начинается в Тексаркане на пересечении с автомагистралью 93 штата Техас и идёт на север до пересечения с I-30. Полностью совпадает с участком автомагистрали US 59.                                                                         | 2013          | [ 21 ]     |
| I-410          | 79,7              | Магистраль I-410 также известна как кольцевая дорога имени Джона Конналли. Магистраль опоясывает город Сан-Антонио. Имеет пересечения с I-10, I-35 и I-37.                                                                                        | 1959          | [ 22 ]     |
| I-610          | 61,2              | I-610 — кольцевая дорога вокруг города Хьюстон. Имеет пересечения с I-10 и I-45. | 1959          | [ 23 ]     |
| I-635          | 59,5              | Магистраль I-635 также известна как автомагистраль Линдона Джонсона. Образует часть кольца вокруг Далласа, пересекается с I-20, I-30, I-35E и I-45.                                                                                               | 1959          | [ 24 ]     |
| I-820          | 56,6              | Магистраль I-820, также известна как автомагистраль Джима Райта. Она образует западную, северную и восточную части кольцевой дороги вокруг города Форт-Уэрт, I-20 дополняет кольцевую дорогу с юга. I-820 также пересекается с I-30 и I-35W.      | 1959          | [ 25 ]     |

## Основные федеральные автомагистрали США
| Автомагистраль | Протяжённость, км | Описание | Дата открытия | Карта | примечания |
| -------------- | ----------------- | --- | ------------- | ----- | ---------- |
| US 54          | 179,6             | US 54 начинается с пересечения с автомагистралью штата Loop 375 в Эль-Пасо и идёт на северо-восток к границе с Нью-Мексико. Трасса снова входит в Техас около города Нара-Виза (Нью-Мексико) и продолжается на северо-восток через Техасский выступ к границе с Оклахомой в городе Тексома.                                                                                       | 1927          |       | [ 26 ]     |
| US 57          | 157,9             | US 57 начинается на границе между США и Мексикой в городе Игл-Пасс и идёт на северо-восток к магистрали I-35 неподалёку от города Мур. | 1970          |       | [ 27 ]     |
| US 59          | 985,2             | US 59 начинается в Ларедо у съезда 2 трассы I-35. Дорога идёт на северо-восток, пересекаясь с I-37 около города Джордж-Уэст. Далее трасса достигает Хьюстона, где пересекается с I-610, I-45 и I-10. Далее трасса идёт на север через Тексаркану, пересекаясь с I-30, идёт некоторое время вдоль границы с Арканзасом, прежде чем пересекает её в районе города Огден (Арканзас). | 1935          |       | [ 28 ]     |
| US 60          | 339,1             | US 60 попадает в Техас из Нью-Мексико в городе Фаруэлл и идёт на северо-восток через Техасский выступ, пересекаясь с I-27 и I-40 в городе Амарилло. В районе города Хиггинс трасса уходит в Оклахому. | 1932          |       | [ 29 ]     |
| US 62          | 651,5             | US 62 начинается на границе между США и Мексикой в Эль-Пасо, после чего идёт на восток в Нью-Мексико. В районе города Семинол трасса возвращается в Техас и идёт на северо-восток в Оклахому, проходя неподалёку от города Чилдресс (Техас). | 1932          |       | [ 30 ]     |
| US 67          | 1026,1            | US 67 начинается на границе между США и Мексикой в Пресидио и направляется на северо-восток в центр штата. В Далласе, шоссе пересекается с магистралью I-30 и идёт совместно или параллельно этой трассе до Арканзаса через Тексаркану. | 1927          |       | [ 31 ]     |
| US 69          | 544,9             | От SH 87 в Порт-Артуре до Оклахомы через Денисон. | 1935          |       | [ 32 ]     |
| US 70          | 309,5             | От Нью-Мексико в районе Фаруэлла до Оклахомы к востоку от Оклаюниона. | 1927          |       | [ 33 ]     |
| US 71          | 4,7               | Разделяет Тексаркану на техасскую и арканзасскую части. |               |       | [ 34 ]     |
| US 75          | 122,6             | От Далласа к Оклахоме в северу от Денисона. | 1927          |       | [ 35 ]     |
| US 77          | 758,5             | На участке от Оклахомы до Дентона совмещена с или идёт параллельно автомагистрали I-35. На участке от Дентона до Хилсборо совмещена с или идёт параллельно с I-35E. На участке от Хилсборо до Уэйко (съезд 333A) снова совмещена с I-35. Далее идёт через Камерон, Шуленберг, Викторию и Робстаун к Мексиканской границе в районе города Браунсвил.                               | 1927          |       | [ 36 ]     |
| Alt. US 77     | 46,9              | | 1953          |       | [ 37 ]     |
| US 79          | 437,4             | От автомагистрали I-35 (съезд 253) в Раунд-Роке через города Палестин, Хендерсон в Луизиану к югу от I-20. | 1935          |       | [ 38 ]     |
| US 80          | 249,9             | Идёт вдоль маршрута Автомагистраль Джона Бэнкхэда. Автомагистраль являлась трансконтинентальным шоссе и была частью оригинальной системы автомагистралей США, введённой в строй в 1926 году. | 1927          |       | [ 39 ]     |
| US 81          | 131,2             | Ответвление от I-35W в городе Форт-Уэрт. | 1927          |       | [ 40 ]     |
| US 82          | 812,2             | От границы с Нью-Мексико к западу от города Плейнс до границы с Арканзасом в Тексаркане. | 1935          |       | [ 41 ]     |
| US 83          | 1260,9            | От границы между США и Мексикой, города Браунсвилл до Оклахомы к северу от города Перритон. | 1932          |       | [ 42 ]     |
| US 84          | 853,6             | От границы с Нью-Мексико неподалёку от Фаруэлла до границы с Луизианой рядом с городом Хоакин. | 1935          |       | [ 43 ]     |
| US 85          | 9,0               | От границы между США и Мексикой в Эль-Пасо до границы с Нью-Мексико рядом с Энтони. | 1946          |       | [ 44 ]     |
| US 87          | 1062,3            | От SH 238 в городе Порт-Лавака до границы с Нью-Мексико в районе Текслайна. | 1935          |       | [ 45 ]     |
| US 90          | 978,3             | От I-10/SH 54 в городе Ван-Хорн (Техас) до границы с Луизианой в районе города Орандж. | 1927          |       | [ 46 ]     |
| Alt. US 90     | 282,1             | | 1942          |       | [ 47 ]     |
| US 96          | 215,2             | От автомагистрали SH 87 в Порт-Артуре до US 59/US 84 в Тинахе. | 1927          |       | [ 48 ]     |

## Вспомогательные федеральные автомагистрали США
| Автомагистраль | Протяжённость, км | Описание | Дата открытия | Карта | примечания |
| -------------- | ----------------- | --- | ------------- | ----- | ---------- |
| US 259         | 235,1             | От границы с Оклахомой к северу от города Де-Калб до города Накодочес. | 1962          |       | [ 49 ]     |
| US 271         | 212,4             | От границы с Оклахомой к северу от города Парис до города Тайлер. | 1932          |       | [ 50 ]     |
| US 175         | 178,6             | От Далласа to Джексонвилла. | 1932          |       | [ 51 ]     |
| US 277         | 638,1             | От границы с Оклахомой к северу от города Уичито-Фолс через Даллас и Дель-Рио до города Карризо-Спрингс. | 1932          |       | [ 52 ]     |
| US 377         | 539,1             | От северной части Дентона через Форт-Уэрт до Дель-Рио. | 1932          |       | [ 53 ]     |
| US 180         | 479,6             | От города Уэтерфорд до границы с Нью-Мексико к западу от города Семинол, а также от границы с Нью-Мексико в районе национального парка Гваделуп Маунтейнс до границы с Нью-Мексико у северо-западу от Эль-Пасо. | 1943          |       | [ 54 ]     |
| US 380         | 616,4             | От города Гринвилл до границы с Нью-Мексико к западу от города Браунфилд. | 1932          |       | [ 55 ]     |
| US 181         | 218,1             | От Сан-Антонио до города Корпус-Кристи. | 1927          |       | [ 56 ]     |
| US 281         | 936,0             | От границы с Оклахомой к северу от города Уичито-Фолс через Сан-Антонио до города Браунсвилл. | 1935          |       | [ 57 ]     |
| US 281 (Alt.)  | 26,9              | | 1982          |       | [ 58 ]     |
| US 183         | 685,6             | От границы с Оклахомой к северо-востоку от города Вернон через Остин к городу Рефухио. | 1939          |       | [ 59 ]     |
| US 283         | 242,0             | От границы с Оклахомой к северу от города Вернон до Брейди. | 1932          |       | [ 60 ]     |
| US 285         | 273,3             | От границы с Нью-Мексико к северу от города Пекос до города Сандерсон. | 1935          |       | [ 61 ]     |
| US 385         | 709,1             | От Оклахомского выступа к северу от Далхарта до национального парка Биг-Бенд. | 1927          |       | [ 62 ]     |
| US 287         | 810,8             | От границы с Оклахомой к северо-западу от города Стратфорд до города Порт-Артур. | 1934          |       | [ 63 ]     |
| US 190         | 826,2             | От границы с Луизианой к востоку от города Бон-Уийер до пересечения с I-10 неподалёку от города Айрен. | 1935          |       | [ 64 ]     |
| US 290         | 420,4             | Из Хьюстона через Остин до пересечения с I-10 к западу от Фредериксберга. | 1927          |       | [ 65 ]     |